# Die Rettungsflieger/Staffel 4
Die vierte Staffel der deutschen Notfall- und Rettungsserie Die Rettungsflieger feierte ihre Premiere am 13. September 2000 auf dem Sender ZDF. Das Finale wurde am 22. November 2000 gesendet.
Die neun Episoden der vierten Staffel wurden am mittwöchlichen Vorabend auf dem 19:25-Uhr-Sendeplatz erstausgestrahlt und werden seit der Einstellung der Fernsehserie im Jahr 2007 regelmäßig im Nachmittagsprogramm von ZDF und Nachmittags- und Vorabendprogramm von ZDFneo wiederholt.

## Darsteller
| Rollenname          | Dienstgrad     | Beruf             | Schauspieler    |
| ------------------- | -------------- | ----------------- | --------------- |
| Alexander Karuhn    | Hauptmann      | Pilot             | Matthias Leja   |
| Ilona Müller        | Stabsarzt      | Notärztin         | Julia Heinemann |
| Thomas Asmus        | Oberbootsmann  | Rettungsassistent | Ulrich Bähnk    |
| Jan Wollcke         | Hauptfeldwebel | Bordtechniker     | Oliver Hörner   |
| Maren Maibach       | Stabsarzt      | Notärztin         | Gerit Kling     |
| Torsten Biedenstedt | Feldwebel      | Rettungsassistent | Tom Wlaschiha   |

## Episoden
| Nr. (ges.) | Nr. (St.) | Originaltitel       | Erstausstrahlung D | Regie           |
| --- | --------- | ------------------- | ------------------ | --------------- |
| 21 | 1         | Das Kind im Brunnen | 13. Sep. 2000      | Rolf Liccini    |
| Während die eigentliche Notärztin der Rettungsflieger, Stabsarzt Dr. Maren Maibach, auf Weltreise weilt, tritt ihre Vertretung den Dienst an. Stabsarzt Dr. Ilona Müller ist Generalstochter und möchte sofort das Kommando des SAR 71 übernehmen, doch als sie bei ihrem ersten Einsatz, bei dem ein junger Mann aus einem Baum gerettet werden muss, mit Rettungsassistent Thomas Asmus aneinandergerät, weist der Pilot Alexander Karuhn seine Notärztin zurecht. Als sie am nächsten Tag versucht, die Stimmung im Team aufzubessern, wird sie zurückgewiesen, doch beim nächsten Einsatz, als ein kleines Mädchen aus einem Bohrloch gerettet werden muss, beweist sich die Notärztin, als sie sich kopfüber in das Bohrloch abseilen lässt. |           |                     |                    |                 |
| 22 | 2         | Durchgeknallt       | 20. Sep. 2000      | Rolf Liccini    |
| Dr. Ilona Müller ist nach einem Verkehrsunfall, bei dem ein Insasse des Autos verstorben ist, vollkommen überfordert mit der Situation. Als ihr Kollege Thomas Asmus ihr helfen möchte beginnt eine freundschaftliche Annäherung zwischen den beiden Rettern. Der nächste Einsatz fordert wieder die volle Aufmerksamkeit der Crew: Ein Junge ist in einem ehemaligen Kriegsbunker schwer verletzt worden und benötigt dringende Hilfe. Als die Besatzung des Rettungshubschraubers wenig später zu einer verunglückten Schwangeren auf den Henriettenhof gerufen wird, ist Bordtechniker in Sorge um seine schwangere Ehefrau, die sich auf dem Hof aufgehalten hat. Dem jungen Hauptfeldwebel wird seine neue Situation bewusst. Gastdarsteller: Katja Hoffmann als Sylvia, Leo Kersten als Joachim, Oliver Mommsen als Holger, Kiriakos Nitsis als Manni, Niklas Pries als David, Frank Reidock als Peter |           |                     |                    |                 |
| 23 | 3         | Abschied von Thomas | 4. Okt. 2000       | Georg Schiemann |
| Eine Gruppe Jugendlicher attackiert einen jungen Karateschüler, doch dabei stürzt der Anführer der Angreifer auf dem Fenster eines Rohbaus und wird schwer verletzt. Das Team um Notärztin Dr. Ilona Müller, deren letzter Vertretungstag ist, versucht alles, um den Jungen zu retten, doch bei der Ankunft in der Klinik stirbt er. Der nächste Einsatz führt zu einem Baggersee, an dem zwei junge Mädchen schwer verletzt sein sollen. Am Baggersee angekommen befürchtet Rettungsassistent Thomas Asmus, dass seine Tochter Nina unter den Opfern ist, was durch den Sohn des Oberbootsmannes bestätigt werden kann, doch letztendlich stellt sich alles etwas anderes heraus als zunächst vermutet. Allerdings erkennt der Rettungsassistent, dass er zu seiner Familie gehört, die nach Ulm zu seiner Schwiegermutter umzieht. Er bittet Oberstarzt Dr. Norbert Kettwig um Versetzung zum SAR 75 am Bundeswehrkrankenhaus Ulm, und auch Stabsarzt Dr. Ilona Müller trifft eine Entscheidung bezüglich ihrer Zukunft. |           |                     |                    |                 |
| 24 | 4         | Der Neue            | 11. Okt. 2000      | Georg Schiemann |
| Die Notärztin Dr. Maren Maibach kehrt von ihrer Weltreise zurück und trifft am Flughafen auf Alexander Karuhn, der von einem Wochenendtrip aus Paris von seiner Lebensgefährtin Elke Kehding zurückkehrt. Die beiden tauschen sich über das Geschehene aus und letztendlich übernachtet Maren Maibach im Rettungszentrum, um Anton Wollcke, ihrem Ex-Freund, aus dem Weg zu gehen. Am nächsten Morgen tritt dann Feldwebel Torsten Biedenstedt seinen Dienst als neuer Rettungsassistent an und hat aufgrund seiner Art Probleme mit Hauptfeldwebel Jan Wollcke. Als sich der neue Feldwebel bei seinem ersten Einsatz beweisen kann, bessert sich die Stimmung im Team. |           |                     |                    |                 |
| 25 | 5         | Zu weit gegangen    | 18. Okt. 2000      | Georg Schiemann |
| Während Pilot Alexander Karuhn für den Hansa-Marathon trainiert, bekommt Notärztin Dr. Maren Maibach Besuch von ihrer Schwester Kerstin, die Probleme mit ihrem Ehemann hat. Derweil führt der erste Einsatz des Tages zu einem Parkplatz, an welchem ein junges Mädchen mit Drogenintoxikation liegt, doch der Hintergrund zum Einsatz führt das Team zu den Abgründen der Discowelt. Als die Rettungsflieger zu einem Unfall gerufen werden, bei dem ein Toter und eine schwerverletzte Person aufgefunden werden, und bei ihrer Behandlung der verletzten Frau durch einen Fotografen belästigt werden, greift Rettungsassistent Torsten Biedenstedt durch: Der Feldwebel zerstört den Film des Fotografen und letztendlich stellt sich die Entstehung des Unfalls anders dar als vermutet. |           |                     |                    |                 |
| 26 | 6         | Nachwuchs im Team   | 25. Okt. 2000      | Georg Schiemann |
| Das Team der Rettungsflieger wird auf die Reeperbahn gerufen: Ein älterer Herr ist in einem Bordell zusammengebrochen und bittet Dr. Maren Maibach, seiner Ehefrau nichts von dem Ort des Auffindens zu erzählen, allerdings weiß die schon längst von den Aktivitäten ihres Mannes. Am Wochenende nimmt Alexander Karuhn am Hansa-Marathon teil, doch sein Laufkumpan bricht auf der Strecke und muss versorgt werden. Für Jan Wollcke stehen derweil unruhige Tage bevor: Seine Frau erwartet in den nächsten Tagen das gemeinsame Kind, doch der Urlaub des Hauptfeldwebels ist vorbei und das Team muss sich dem Alltag widmen, wobei sie zu einem entführten Mädchen auf einen Schrottplatz gerufen werden. Am Ende verfolgt dieser Einsatz die Crew noch länger. |           |                     |                    |                 |
| 27 | 7         | Alle für Einen      | 8. Nov. 2000       | Georg Schiemann |
| Feldwebel Torsten Biedenstedt bekommt Ärger: Hatte er versucht einen lästigen Fotografen vom Fotografieren abzuhalten, ermittelt nun die Bundeswehr – in Person von Oberstarzt Dr. Norbert Kettwig – gegen ihn. Derweil stürzen bei einem Fotoschießen zwei Personen von einem trockengelegten Schwimmdock und die Rettungsflieger werden gerufen. Beim nächsten Einsatz bittet ein älterer Mann, der bald zu sterben glaubt, Alexander Karuhn um einen Gefallen: Er soll seinen zerstrittenen Söhnen einen Brief übergeben, der sie zum Erbe führt, doch alles kommt anders. Währenddessen schießt eine Gruppe von Jugendlichen auf eine Gruppe von Pferden, aber der Besitzer überreagiert und schießt zurück: die Rettungsflieger müssen ausrücken und schnell eingreifen. |           |                     |                    |                 |
| 28 | 8         | Allein gelassen     | 15. Nov. 2000      | Georg Schiemann |
| Die Rettungsflieger werden zu einem brennenden Auto gerufen, doch wie es zu diesem Unglück kommen konnte, ist unklar. Derweil treffen Maren Maibach, die mit Torsten Biedenstedt ausgegangen ist, und Alexander Karuhn, der mit Marens Schwester Kerstin unterwegs ist, aufeinander und ein Missverständnis entwickelt sich zu einem großen Konflikt, der letztendlich einiges an der Beziehung der Notärztin und des Piloten ändert. Am nächsten Tag verfolgt die Retter die Geschichte den Bulgaren Konstantin, denn er scheint obdachlos und hilflos zu sein, aber Pilot Alexander Karuhn hat einen Einfall. |           |                     |                    |                 |
| 29 | 9         | Jagdsaison          | 22. Nov. 2000      | Georg Schiemann |
| Überraschung für das Team der Rettungsflieger des SAR 71: Am Morgen lädt ihr Chef Oberstarzt Dr. Norbert Kettwig die Crew für das Wochenende in seine Jagdhütte ein. Die Besatzungsmitglieder sind überrascht, müssen aber zu ihrem nächsten Einsatz und haben keine Zeit, über die Einladung nachzudenken: Ein junges Mädchen ist beim Sportunterricht zusammengebrochen, doch was zunächst nach einer Pilzvergiftung aussieht, überrascht das medizinische Personal um Dr. Maren Maibach und Torsten Biedenstedt, denn das Mädchen ist hochschwanger. Im Krankenhaus angekommen muss die Notärztin dann zwischen dem Vater des Mädchens und dem Freund vermitteln und dem Mädchen bei der Geburt beistehen. Auch der nächste Einsatz wird schwierig, denn bei einer Managertagung dreht ein gedemütigter Teilnehmer durch und sticht auf den Seminarleiter mit einer Schere ein. Die Rettungsflieger müssen schnell reagieren. Als das Team dann am folgenden Tag bei Oberstarzt Dr. Kettwig ankommt, fehlt von diesem und seiner Ehefrau jede Spur und die Teammitglieder müssen ihrem Chef, der auf der Spur eines Wilderers ist, zu Hilfe eilen. Im privaten Bereich stehen für die Retter einige Veränderungen an: Während sich Maren Maibach und Alexander Karuhn näherkommen, streiten sich Jan Wollcke und seine Ehefrau immer häufiger und Torsten Biedenstedt muss Abschied von seiner Bekannten nehmen. |           |                     |                    |                 |

## DVD-Veröffentlichung
Die DVD mit den Episoden der vierten Staffel erschien am 10. Oktober 2008.
Eine DVD-Box mit allen elf Staffeln der Rettungsflieger und dem Pilotfilm Vier Freunde im Einsatz erschien am 24. August 2012.